# Релігія Тернопільської області
У Тернопільській області у 2010-х роках налічувалося християнських храмів: УГКЦ — 572, УАПЦ — 290, УПЦ КП — 207, РКЦ в Україні — близько 80, УПЦ МП — 117.
На території Тернопільської області діють 6 єпархій різних конфесій:
- Бучацька єпархія УГКЦ — правлячий єпископ Дмитро (Григорак),
- Тернопільсько-Зборівська єпархія УГКЦ — митрополит Василь (Семенюк),
- Тернопільська єпархія УАПЦ — Архієпископ Тернопільський і Бучацький Тихон Петранюк,
- Тернопільсько-Бучацька єпархія УПЦ КП — архієпископ Нестор (Писик),
- Тернопільська єпархія УПЦ (МП) — митрополит Сергій (Генсицький).

## Українська греко-католицька церква

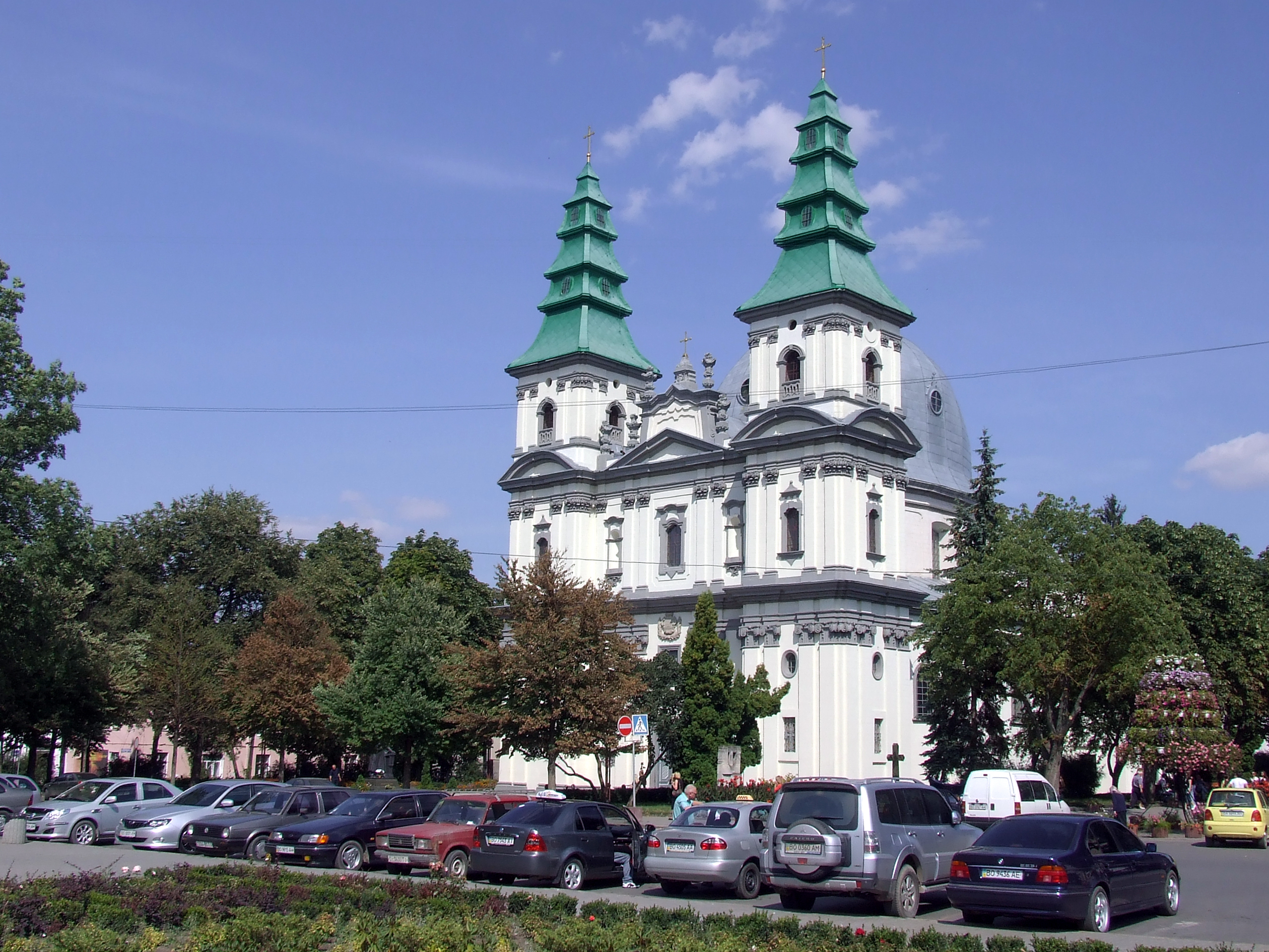
Церква Непорочного Зачаття Пресвятої Діви Марії (Тернопіль)

Греко-католицизм на терени Тернопільщини впроваджено після приєднання до Унійної Церкви 1700 Львівської єпархії. У XIX столітті греко-католики краю структурно належали до Галицької митрополії УГКЦ — Львівської архієпархії та Станіславської ієпархії (від 1885 р. — південні райони Тернопільської області).
Після так званого Львівського собору греко-католицькі парохії поглинула РПЦ (майже 80 %): 40 священнослужителів (через те, що не возз'єднались із РПЦ) ув'язнили карні органи, 20 діяли нелегально, уникаючи ув'язнення.
У 1946 р. на території області діяли 8 чоловічих монастирів, 4 жіночих і 18 жіночих чернечих груп УГКЦ: згромадження василіян, редемптористів, студитів, служебниць, сестер Пресвятої Родини та Святого Йосафата (близько 200 осіб). 1948 р. легальне служіння чернецтва УГКЦ було заборонене радянською владою, монастирі закрили. 1950-ті рр. ув'язнене духовенство повернулось із ГУЛАГів і, здебільшого, прилучилося до підпільного УГКЦ, служіння якої (нелегально) тривало до легалізації 20 листопада 1989 року. Але фактично виходом УГКЦ з підпілля можна вважати 17 липня 1988 року, коли в селі Зарваниця Теребовлянського району на честь 1000-ліття хрещення Русі-України відкриту відправу для греко-католиків провів владика УГКЦ Павло (Василик) у співслужінні з отцями М. і Г. Сімкайлами, І. і Т. Сеньковими та іншими у присутності кількох тисяч віруючих УГКЦ із Тернопільщини, Львівщини, Івано-Франківщини і Закарпаття.
Відтоді почалась активізація підпілля УГКЦ з метою легалізації. Цьому процесові опирались як влада, так і російське православ'я. У 1988—1989 рр. на вимогу митрополита УГКЦ владики Стернюка на Тернопільщині відбуваються масові мітинги віруючих, які організовано священиками УГКЦ які виходили із підпілля і «Комітет захисту УГКЦ». Перше богослуження у м. Тернополі було відправленне весною о. Михаїлом Хрипою перед Надставним Храмом Чесного Хреста, який тоді був недіючим. Зразу по богослужені о. Михаїл Хрипа був арештованним органами влади, а у храмі наступної неділі вже відправляв священник новоутворенної із священників Московської православної церкви нової і ще не відомої у Тернополі УАПЦ, яким влада передає даний храм. У м. Тернополі було два храми: Різдва Христового (МПЦ) і Чесного Хреста (тоді це був недіючий храм) і Домініканський костел (у той час — музей, який влада зразу передала Московській православній церкві). Тому вірні УГКЦ у м. Тернополі вимушенні були перейти на Микулинецький цвинтар де щонеділі відбувалися богослужіння просто неба різними священиками УГКЦ до глибокої осені. (Відправу на цвинтарі мали: о. Іван (Сеньків), о. Михайто (Хрипа), о. Ігор (Возьняк), о. Володимир (Баран), о. Микола (Шаварин), о. Євстахій (Смаль), о. Іван (Колодій) та інші, на цвинтарі дякували: монахиня-студитка с. Олімпія, Антон Мишко і Володимир Гринда) на місці теперішньої могили «Репресовані Радянською владою». Були неодноразові спроби влади у перешкоджанні богослужень, затримання священників із метою недопущення богослужень і т. д. Восени розпочалися перші багатотисячні молебні вже і перед міською та обласною радою із вимогою легалізації УГКЦ і проханням про надання місця для богослуження. Вимоги про реєстрацію самих громад УГКЦ по усій західній Україні, вплив папи Івана Павла ІІ на першу особу в СРСР — М. Горбачова під час підготовки, а згодом — і візиту останнього до Ватикану, змусили владу легалізувати УГКЦ. Обласна рада також вимушенна була признати існування греко-католиків у Тернопільській області і зареєструвати громаду у м. Тернополі, яка щонеділі багатотисячно збиралася на спільний молебень перед дверима обласної ради. Подібні події тоді відбувалися по всій Тернопільській області, де люди відкрито почали визнавати себе греко-католиками, незважаючи на тиск радянської тоді ще влади, і вимагати зупинити переслідування і арешти їхніх священників. Розпочався період як виходу УГКЦ з підпілля, так і міжконфесійної боротьби за храми між греко-католиками й православними. Храми ці були відібрані у репресованої 1945 р. сталінським режимом греко-католицької церкви і передані радянською владою (Й. Сталіном) у користування московскій православній церкві, якої до 1945 року на територіях західної України ніколи не існувало, тому зрозумілим було бажання одних повернути свої храми збудовані їхніми батьками, а других утриматися у тих храмах.
Вихід УГКЦ, яка налічувала понад 5 мільйонів вірних, із підпілля, зупинив міжцерковні екуменічні діалоги між Московською православною церквою і Ватиканом від 1989 аж до 2007 року, через намагання Московської ієрархії чинити тиск на Ватикан із вимогою не визнавати УГКЦ і повернути назад храми по усій Галичині назад до МПЦ. Через ці постійні політичні тиски МПЦ на Ватикан, митрополита Львівського Володимира Стернюка, який керував УГКЦ у підпіллі і організував вихід її із підпілля, буде усунено від влади і відправлено на «пенсію». Але загнати людей назад у московську православну Церкву вже ніхто не міг, тому храмів УГКЦ Московська єрархія не змогла вже собі повернути, хоч ще довго буде піднімати цю тему перед «Всесвітньою радою церков» перед Ватиканом і різними Православними церквами у світі.
На Синоді єпископів УГКЦ (травень 1992 р.) створено Тернопільську і Зборівську єпархії. З благословення папи Івана Павла ІІ від 12 липня 1993 р. Тернопільську єпархію УГКЦ очолив єпископ-ординарій Михаїл (Сабрига). Церемонія встановлення Тернопільської єпархії та інсталяція єпископа-ординарія відбулася 17 жовтня 1993 р. в Катедральному соборі непорочного Зачаття Пресвятої Богородиці у м. Тернополі. Зборівську єпархію очолив владика М. Колтун із осідком у м. Броди Львівської області.
Згідно з рішенням (2000 р.) Синоду єпископів УГКЦ Тернопільщина була поділена на дві єпархії: Тернопільсько-Зборівську (владика Михаїл Сабрига; після його смерті від 1 липня 2006 — адміністратор, а потім ординарій владика Василь (Семенюк); із осідком у Тернополі) та Бучацьку (владика Дмитро (Григорак), осідок у м. Чортків).
На 1 січня 2005 р. УГКЦ в Тернопільській області налічувалося 755 релігійних громад, 2 єпархії, 18 монастирів, у яких 165 черниць і ченців, одна місія, 3 духовних навчальних заклади (253 студенти), 406 священнослужителів, із них 3 іноземці, 250 недільних шкіл, 572 храми у власності, 63 у користуванні, в тому числі 28 — у почерговому, 37 приміщень пристосовані під молитовні.

## Православна церква

### УАПЦ

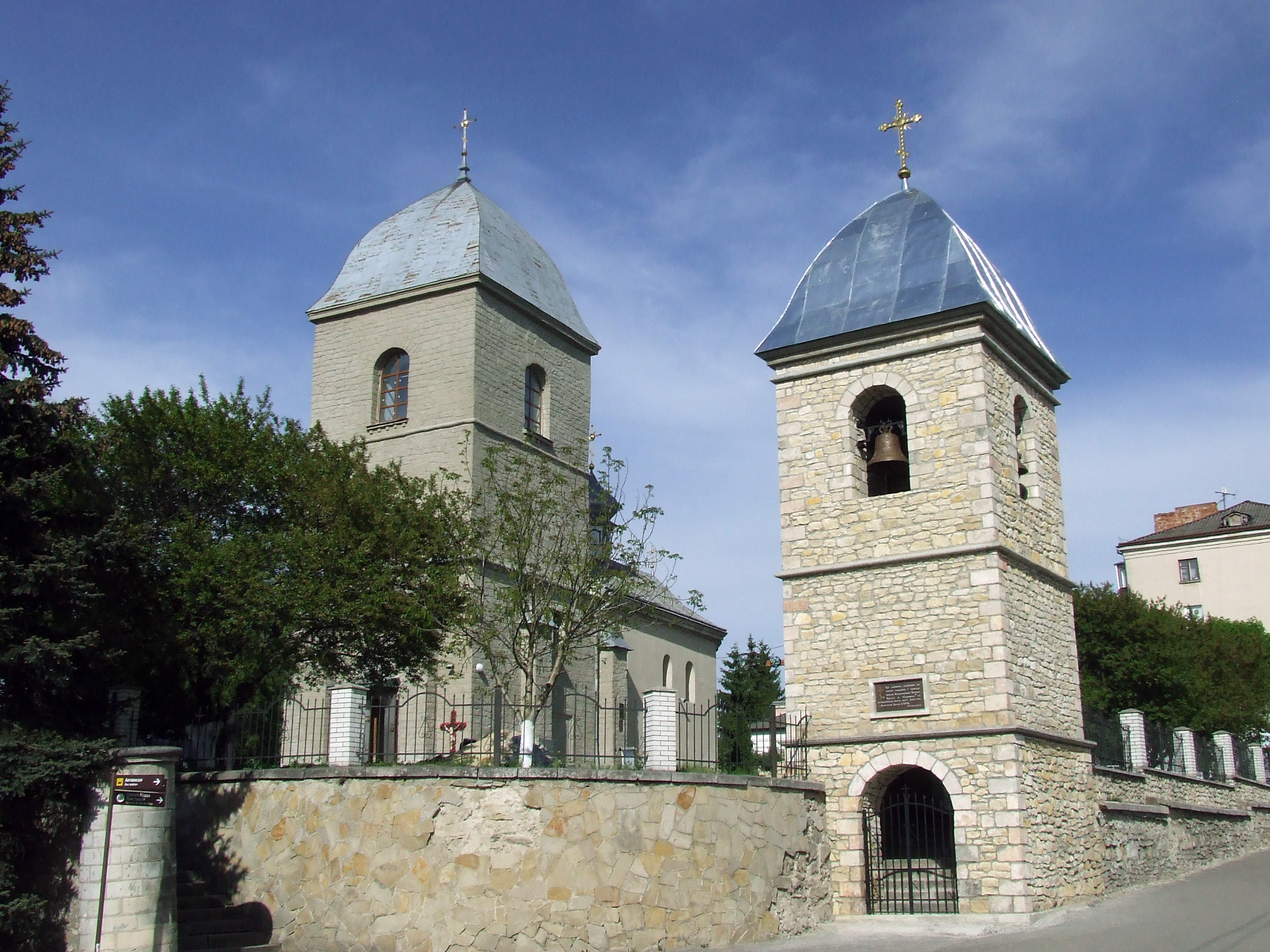
Воздвиженська церква (Тернопіль)

На Тернопільщині на 1 січня 2007 р. — 290 релігійних громад УАПЦ, 1 Тернопільсько-Подільська єпархія (глава — митрополит Мефодій), 1 монастир, 1 духовний заклад — семінарія у місті Теребовля, 72 священнослужителі, 55 недільних шкіл, 81 культова споруда у власності, 173 — у користуванні, 28 храмів у почерговому користуванні, 4 приміщень пристосовані під молитовні.

### УПЦ КП

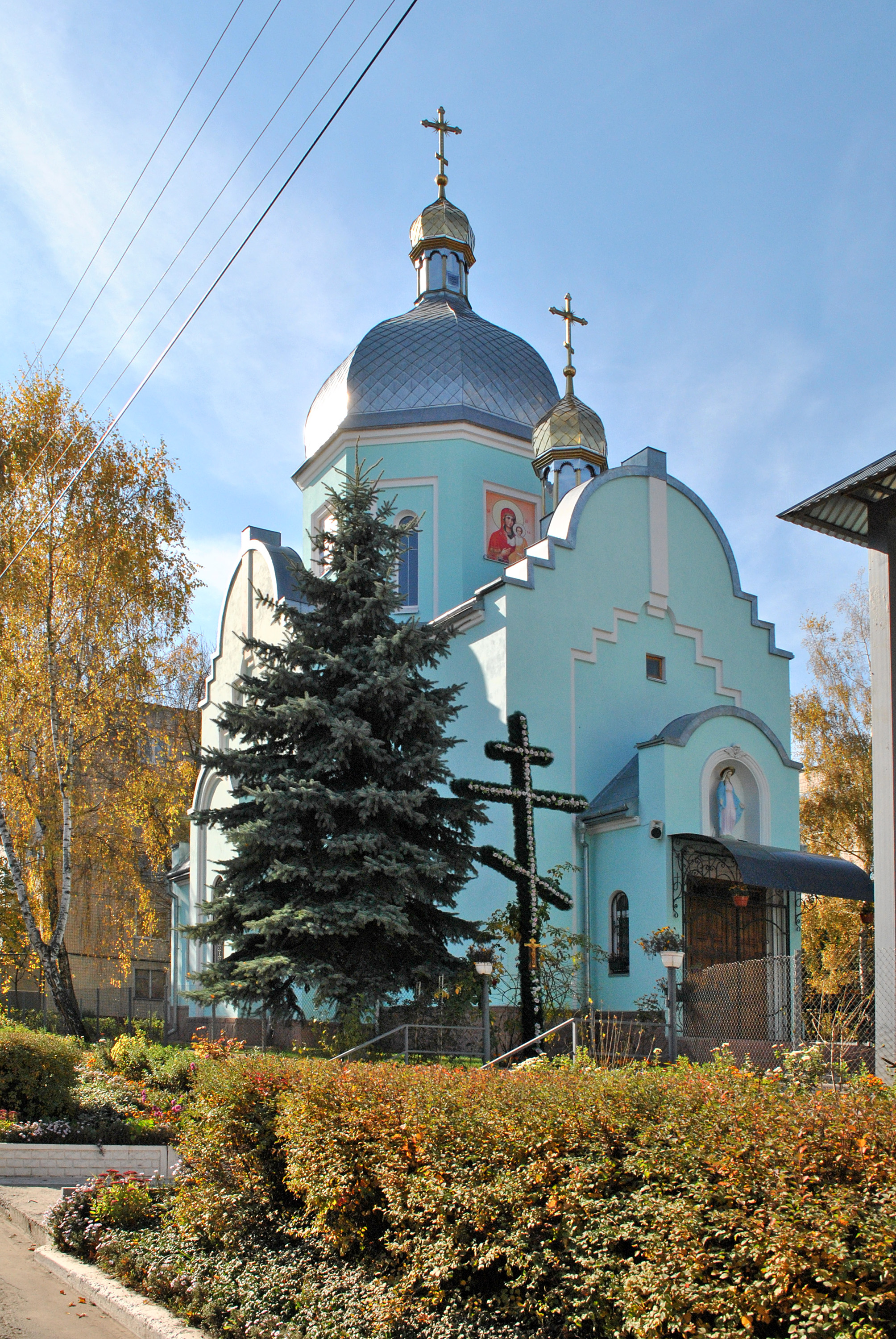
Церква Різдва Пресвятої Богородиці (Тернопіль)

На 2007 р. в Тернопільській області Православна церква Київського патріархату нараховувала: 2 єпархії — Тернопільсько-Кременецьку (очолює владика Іов) та Тернопільсько-Бучацьку (владика Нестор), 207 громад, 2 монастирі (3 черниці), 2 духовних навчальних заклади, 243 священнослужителів, 94 недільні школи. Церква в області мала у власності 73 культові будівлі, 145 культових будівель у користуванні, 3 — у по черговому користуванні, 4 приміщення пристосовані під молитовні.
Станом на 1 січня 2015 до складу Тернопільської єпархії УПЦ КП входило 345 парафій у 16 благочиннях по адміністративних районах області, зареєстровано 3 монастирі. Загальна кількість священнослужителів — 259.

### УПЦ МП

Церква Віри, Надії, Любові і Софії (Тернопіль)

У 1950 р. УПЦ МП у Кременецькому, Лановецькому та Шумському районах налічувала 152 діючі православні церкви (громади; 150 священників МП); з 592 «возз'єднаними» парафіями УГКЦ нараховувала 744 діючі церкви (394 священики).
Крім того, в області діяли: Почаївська Лавра, Почаївський свято-духівський, Кременецький, Малозагаєцький та Обичецький православні монастирі (4 чоловічі і 1 жіночий; налічують 139 ченців і 49 черниць).
У 1960 р. в області діяли 790 церков МП із 804 зареєстрованих, 330 православних парохів і Почаївська Лавра (121 чернець); інші монастирі закрили. 1961 — в області зняли з реєстрації 311 церкви і стільки ж парафій МП (38 %), із них 134 храми (43 %) використовували на культурні та господарські потреби; 1965—1966 рр. — зареєстровано 510 релігійні громад МП, які мали 509 церков (у 283 церквах служіння проводять регулярно, у 58-х — періодично, у 168 — відправи не проводили).
На 1 січня 1988 р. зареєстровано 489 православних релігійних громад (280 священників), Почаївська Лавра (51 чернець).
Для запобігання легалізації УГКЦ від осені 1988 до березня 1989 р. знову зареєстровано 107 правосланих громад, у наступні місяці — ще майже 200. На 1 жовтня 1989 в краї нараховувалися 792 релігійні громади (320 священників), об'єднані від грудня 1988 у новостворену Тернопільсько-Кременецьку єпархію. З 18 лютого 1991 року Тернопільську кафедру очолює митрополит Тернопільський і Кременецький Сергій.
У 2007 р. у Тернопільській області УПЦ МП нараховує: Тернопільсько-Кременецьку єпархію, 117 релігійні громад, 3 монастирі (226 ченців і черниць), 1 навчальний заклад (250 студентів), 123 священики, 28 неділ. шкіл, 49 культових споруд у власності, 79 — у користуванні і 3 — в почерговому користуванні, 3 приміщення пристосовані під молитовні.

## Римо-католицька церква в Україні

Костел Божого милосердя і Божої Матері Неустанної Помочі (Тернопіль)

Найдавніші парохії РКЦ на Тернопільщині: в місті Бучачі (28 липня 1373/1379), селах Сокільники (нині Теребовлянського району) і Саранчуки (нині Бережанського району; близько 1410).
Процес розбудови парохій і єпархій тривав від середини 14 ст. до останньої чверті 18 ст. Велику роль у цьому процесі відіграли чернечі ордени францисканців, домініканців, капуцинів, кармелітів, єзуїтів та інших, які мали монастирі у м. Тернополі і майже кожному повітовому містечку краю.
У 1945 р. на Тернопільщині діяли 16 релігійних громад, 270 костелів, котрі обслуговували 111 священників; було близько 160 черниць і ченців, 45 каплиць.
У зв'язку з польсько-українським переселенням 1949 р. в області залишилося 11 релігійних громад: у містах Тернопіль, Кременець, Борщів, Збараж, смт Підволочиськ, містечку (нині місті) Шумськ, селах Галущинці (нині Підволочиського району), Лосяч і Королівка (Борщівський район), Ридодуби (Чортківський район); до 3000 віруючих. 1974 р. в області залишилося діючими три громади: у містах Кременець і Борщів, с. Галущинці.
На початку 1990-х розпочався процес передачі в користування вірним РКЦ культових споруд. У 2005 р. діяли 79 релігійних громад, 7 монастирів; 22 ченці та черниці, 30 священників (із них 12 — іноземці); 30 недільних шкіл; 71 костьол (26 — у власност і громад), з яких 43 — пам'ятки архітектури. У стадії будівництва — 4 костьоли.
РКЦ Тернопільщини належить до Львівської архідієцезії і поділяється на 2 деканати — Тернопільський і Чортківський, частина РКЦ (Бережани, Підгайці) належить до Галицького деканату (Івано-Франківської області).
Немає громад РКЦ у містах Зборів, Монастириська, Підгайці, смт Козова. Найбільше громад у Підволочиському і Чортківському районах.

### Бернардинці
На Тернопільщині монастирі бернардинців були зведені в Гусятині (1610), Збаражі (1627), Бережанах (1638); костели — в селах (нині Збаразького району): Грицівці (1894), Стриївка (1901), Максимівка та Синява (1908), Зарудечко (1934), Кретівці (1936). Нині бернардини на Тернопільщині мають монастирі в м. Збараж і с. Старий Скалат Підволочиського району.

### Домініканці
Монастирі діяли в Золотому Потоці, Тернополі. Після Відновлення Незалежності України відновили діяльність у Чорткові.

### Єзуїти
Близько 1720 року князь Міхал-Сервацій Вишневецький заснував колегію єзуїтів у Крем'янці, яка проіснувала до 1773 року.
Оскільки в Росії діяльність єзуїтів була заборонена 1820 року, за погодженням з австрійським урядом, вислані з її території члени ордену прибули до Тернополя, де стали викладачами першої гімназії в місті; вона діяла до 1848, коли орден єзуїтів заборонили в Австрійській імперії.
Згодом єзуїти відновили діяльність у Західній Україні й перебували тут до 1939 р. У 1891–1901 рр. в Тернополі зведено єзуїтський костел (в радянський час перебудований на цивільне приміщення).

## Протестантство

### Адвентисти
У Тернопільській області діє 15 громад Уніонна конференція Церкви Адвентистів Сьомого Дня: у м. Тернопіль по вул. Чумацька, 29, у містах та містечках Кременець, Збараж, Підволочиськ, Чортків, Теребовля, Бучач, Гусятин, Золотий Потік, Ланівці, Товсте, Шумськ, у селах Богданівка, Великі Вікнини, Кам'янки.

### Баптисти
На Тернопільщині перші громади баптистів організували жителі сіл Свинюхи (нині Очеретне Кременецького району) і Озерянка (нині належать до села Заруддя Зборівського району).
Тепер в області діють 16 громад Всеукраїнського союзу об'єднань ЄХБ, які мають 10 недільних шкіл. Також є 3 громади, що не входять у дане об'єднання, одна з них має недільну школу.

### Лютерани
У 1924 р. в Тернопільському воєводстві — 2484 лютерани, які проживали в 23 німецьких поселеннях-колоніях: м. Чортків, села Полівці, Ягільниця (нині Чортківського району), Бекерсдорф (нині належито до с. Новосілка Підгаєцького району), Конопківка (нині Теребовлянського району), Броніславівка та Казимирівка (нині Зборівщина), та інші. Парохії лютеран входили до суперінтендентури з центром у м. Станіслав (нині Івано-Франківськ). Суперінтендантом німецьких лютеран був Теодор Цеклер, за сприяння якого постала Українська Євангельська Церква Авгсбурзького Віросповідання (УЄЦАВ) на чолі з Теодором Ярчуком, уродженцем Тернопільщини (загинув від рук НКВС в Дем'яновім лазу поблизу Станіславова). Парафії УЄЦАВ до Другої світової війни були в Станіславові, Микитинцях, Крехівцях, Луцьку, Старих Богородчанах, Камінній, Зарваниці, Антонівці, Побережжі і в багатьох інших містах і селах.
Лютеранство в Україні відродилось в середині 1990-х рр.; Станом на 2002 р. нараховувалося 68 громад трьох напрямків: німецького, українського і шведського.
На Тернопільщині лютерани належать до Української Лютеранської Церкви і мають парафії в м.Тернопіль, с. Лазарівка та м. Кременець. В області є єдиний в Україні навчальний заклад УЛЦ — Лютеранська богословська семінарія Святої Софії (ЛБССС).

### П'ятидесятники
Перше хрещення Євангельських Християн на Тернопільщині — 21 серпня 1921 р. в с. Свинюхи (нині Очеретне) Кременецького району (засновник громади — П. Довгалюк). Згодом виникли громади в селах Печірна і Передмірка, нині Лановецького, Старий Олексинець Кременецького, Бичківці Шумського, Костянтинівка, Великий Глибочок, Малий Ходачків Тернопільського районів.
У 1921—1945 рр. на Тернопільщині було 82 громади (органіції).
На 1 січня 2010 зареєстровано 103 релігійні організацій ХВЄ, у тому числі 1 обласне об'єднання, 99 релігійних громад, 1 місія і 2 духовні навчальні заклади. Працюють 165 священнослужителів, 54 недільні школи, є 66 культових споруд. Керівник обласного об'єднання ХВЄ (п'ятидесятників) — єпископ В. Терещенко.

## Свідки Єгови
В Україні перші громади зорганізовані в 1920-х роках, впродовж тривалого часу їх переслідували комуністичний і фашистський режими. На початку квітня 1951 понад 6100 Свідків Єгови вивезли із західних областей України в Сибір. У 1960-ті керівником громад на Тернопільщині був І. Маліцький, уродженець с. Мечищів на Бережанщині. 28 лютого 1991 Свідки Єгови зареєстровані в Україні. Нині в Тернопільській області — 35 релігійних громад Свідків Єгови, у тому числі 13 — у м. Тернопіль, які об'єднують близько 3 тис. членів; старійшина — З. Ткач. Культові споруди збудовані у містах Тернопіль (2), Борщів, Бучач, Теребовля та в с. Горигляди Монастириського району.

## Місця паломництва
Найбільші місця паломництва в області є в с. Зарваниця Теребовлянського району — Зарваницький духовний центр (УГКЦ) та в м. Почаїв Кременецького району — Почаївська лавра (УПЦ МП).

## Виноски
1. ↑  Стоцький Я. Українська греко-католицька церква (УГКЦ) на Тернопільщині // Тернопільський енциклопедичний словник : у 4 т. / редкол.: Г. Яворський та ін. — Тернопіль : Видавничо-поліграфічний комбінат «Збруч», 2008. — Т. 3 : П — Я. — С. 488–489. — ISBN 978-966-528-279-2.
2. ↑  Стоцький Я. Українська автокефальна православна церква (УАПЦ) на Тернопільщині // Тернопільський енциклопедичний словник : у 4 т. / редкол.: Г. Яворський та ін. — Тернопіль : Видавничо-поліграфічний комбінат «Збруч», 2008. — Т. 3 : П — Я. — С. 486–487. — ISBN 978-966-528-279-2.
3. ↑  Стоцький Я. Українська православна церква Київського патріархату (УПЦ КП) на Тернопільщині // Тернопільський енциклопедичний словник : у 4 т. / редкол.: Г. Яворський та ін. — Тернопіль : Видавничо-поліграфічний комбінат «Збруч», 2008. — Т. 3 : П — Я. — С. 490. — ISBN 978-966-528-279-2.
4. ↑  Історія Тернопільської єпархії [Архівовано 22 грудня 2015 у Wayback Machine.] // Сайт Тернопільської єпархії УПЦ КП.
5. ↑  Стоцький Я. Українська православна церква Московського патріархату (УПЦ МП) на Тернопільщині // Тернопільський енциклопедичний словник : у 4 т. / редкол.: Г. Яворський та ін. — Тернопіль : Видавничо-поліграфічний комбінат «Збруч», 2008. — Т. 3 : П — Я. — С. 490–491. — ISBN 978-966-528-279-2.
6. ↑  Підставка Р., Рибчинський О. Язловець — 640. Історія, архітектура, туризм. — Збараж, 2013. — С. 6.
7. ↑  Barącz S. Pamiątki buczackie. — Lwów : Drukarnia «Gazety narodowej», 1882. — S. 155—157. (лат.)
8. ↑  Стоцький Я. Римо-католицька церква на Тернопільщині // Тернопільський енциклопедичний словник : у 4 т. / редкол.: Г. Яворський та ін. — Тернопіль : Видавничо-поліграфічний комбінат «Збруч», 2008. — Т. 3 : П — Я. — С. 180. — ISBN 978-966-528-279-2.
9. ↑  Гуцал П., Ониськів М. Бернандинці // Тернопільський енциклопедичний словник : у 4 т. / редкол.: Г. Яворський та ін. — Тернопіль : Видавничо-поліграфічний комбінат «Збруч», 2004. — Т. 1 : А — Й. — С. 115. — ISBN 966-528-197-6.
10. ↑  Стоцький Я. Єзуїти // Тернопільський енциклопедичний словник : у 4 т. / редкол.: Г. Яворський та ін. — Тернопіль : Видавничо-поліграфічний комбінат «Збруч», 2004. — Т. 1 : А — Й. — С. 564. — ISBN 966-528-197-6.
11. ↑  Стоцький Я. Лютеранство // Тернопільський енциклопедичний словник : у 4 т. / редкол.: Г. Яворський та ін. — Тернопіль : Видавничо-поліграфічний комбінат «Збруч», 2005. — Т. 2 : К — О. — С. 417. — ISBN 966-528-199-2.
12. ↑  Дем'янова І. Єзуїти // Тернопільський енциклопедичний словник : у 4 т. / редкол.: Г. Яворський та ін. — Тернопіль : Видавничо-поліграфічний комбінат «Збруч», 2008. — Т. 3 : П — Я. — С. 236. — ISBN 978-966-528-279-2.